# 시모노세키 조약

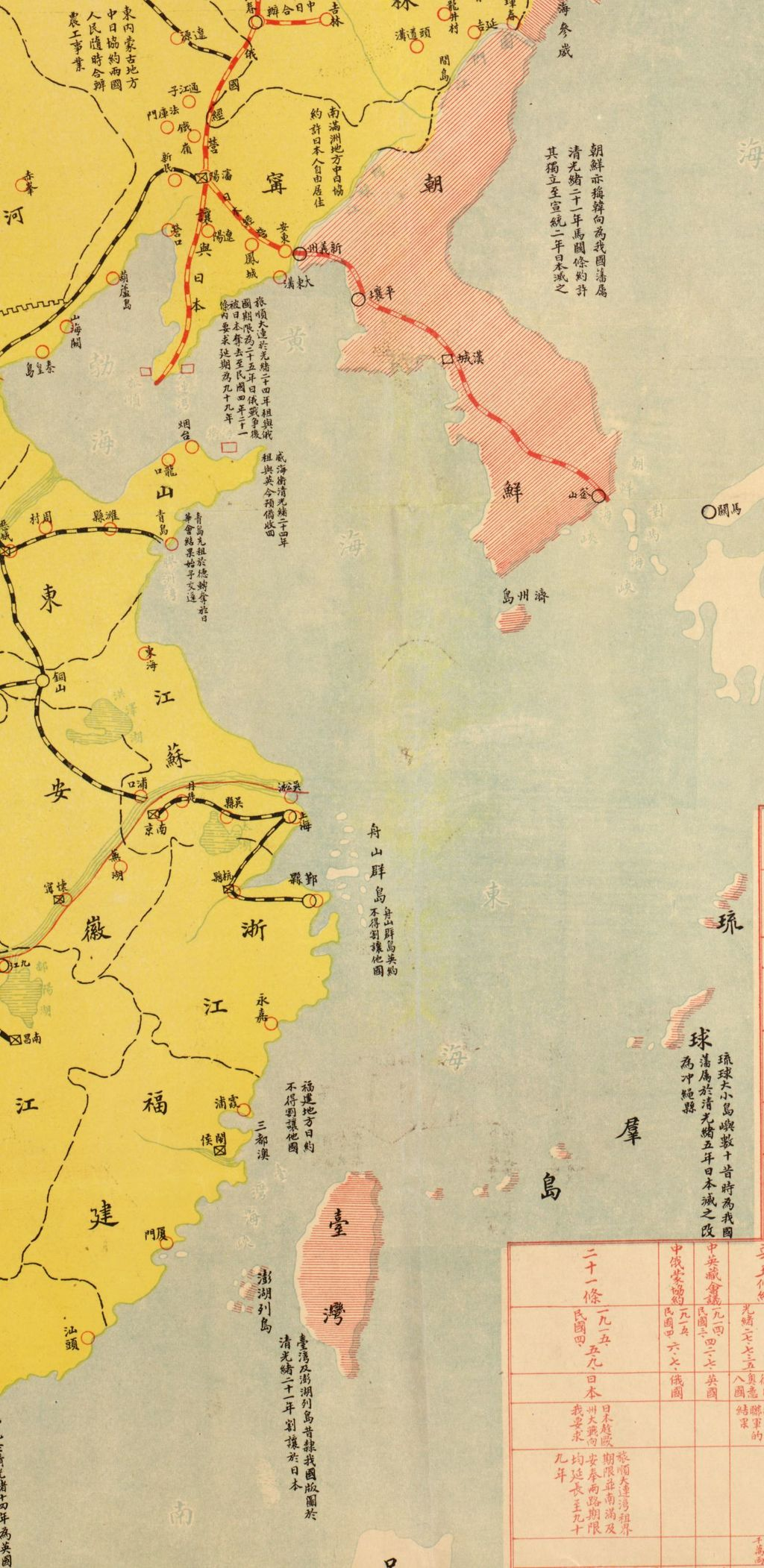
1929년 중국 하북성 제1공창이 작도한 「중화국치지도(中華國恥地圖)」의 대만과 조선(한국). 광서 21년(1895)에 자국 판도(版圖) 대만과 팽호열도가 일본에 양도되고, 번속(藩屬) 조선은 독립하였다가 선통 2년(1910)에 일본이 멸하였다고 기술하고 있다.

시모노세키 조약(일본어: 下關条約 시모노세키조야쿠[*], 중국어 정체자: 馬關條約)은 1895년 3월 20일부터 야마구치현 시모노세키시에서 전개된 청일전쟁의 강화회의로 체결된 조약으로서 정식명칭은 일청강화조약(일본어: 日清講和条約 닛신코와조야쿠[*])이다. 하관조약(下關條約), 마관조약(馬關條約)으로도 지칭한다.
1895년 4월 17일, 시모노세키 조약이 체결되면서 청일전쟁이 종결되었다. 청국이 조선의 독립자주체제를 훼손하는 조공 의례를 폐지함으로써 조선과 청조의 외교 관계는 단절되었다. 조선은 비로소 수 세기에 걸쳐 지속된 번속 지위를 청산하고 독립국이 되었다. 그러나 그것은 하나의 위계질서가 또 다른 하나의 위계질서를 전복한 것에 불과했기 때문에 독립 후 조선의 주권은 오히려 더 온전하지 못했다. 한편 대만은 법적으로 완전히 일본제국의 영토가 되었다. 조약 비준 이틀 뒤 일본은 가바야마 스케노리(樺山資紀)를 초대 대만총독 겸 육군군무사령관 및 대만 접수 전권위원으로 임명하였으나, 영토 할여에 반대하는 대만 주민들은 5월 25일, 대만민주국(臺灣民主國)을 선언하고 무장 투쟁을 전개했다. 일본은 나흘 뒤 무력으로 진입하여 10월 중순이 지나서야 대만민주국을 와해시킬 수 있었으며, 군정의 종식과 민정의 실시는 이듬해 4월에서야 가능했다.
청국은 일본에 대한 배상금 2억 3,150만 냥을 지불하기 위해 영국, 독일, 프랑스, 러시아로부터 3억 냥의 차관을 빌렸다. 열강은 청국이 전비 및 배상금을 갚기 위해 빌린 차관을 담보로 중국 영토 주권과 이권 분할에 나섰다. 아울러 러시아, 프랑스, 독일은 일본에게 요동반도를 중국에 반환하도록 압박하였다. 일본은 삼국간섭에 굴복해 3천만 냥의 배상을 추가로 받고 요동반도를 반환했다. 일본은 이후 러시아에 대응하여, 청국의 배상금의 46%에 해당하는 1,753만 파운드를 군비확장에 사용했다. 조선은 1896년 2월 아관파천을 통해 일본의 내정간섭으로부터 벗어났지만, 환궁 이후까지 한동안 러시아의 간섭 하에 놓여 있었다. 러시아와 일본은 1900년 전후로 한국을 두고 대립하였으며 그 결과 1904년에 이르러 러일전쟁이 발발했다.

## 배경

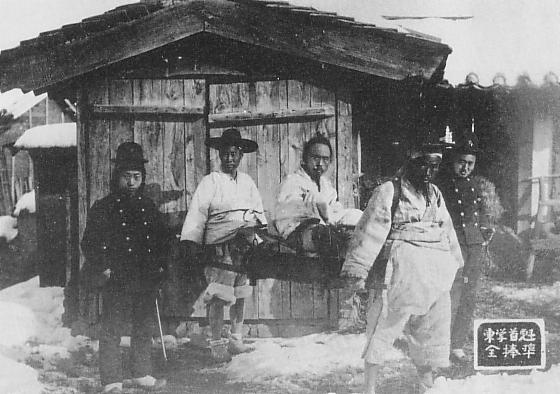
1894년 12월 교자에 포박되어 한성부로 압송되는 전봉준의 모습. 그는 다음해 4월 24일 처형되었다.

19세기말 조선의 사회모순은 동학농민전쟁을 야기하였는데, 당시 조선은 홍계훈을 양호초토사(兩湖招討使)로 임명하고 농민군을 진압하고자 했다. 1894년 5월 17일, 선혜당상 민영준은 주찰조선총리교섭통상사(駐紮朝鮮總理交涉通商事宜袁世凱) 원세개와 밀약을 맺고 고종에게 청군의 차병을 상춘하였다. 다음 날 새벽 어전회의에서 여러 대신들은 외병(外兵)을 불러 내란을 진압하는 것에 반대하면서, 우선 '폐정개혁'을 하고 부패한 수령 및 방백을 처벌하여 민심을 안심시켜야 한다고 했다. 이에 고종이 청군 차병은 곤란하다고 하며 의론을 부결하였다. 그러나 5월 23일 양호초토사 홍계훈이 농민군의 기세가 심상치 않음을 보고하며 청군 차병을 요청하였고, 이에 따라 5월 26일께 민영준은 원세개에게 상국(上國)과 소국(小國)이 통양일체(痛痒一體)임을 내세워 재차 차병을 요청했다. 5월 30일경, 전주성이 농민군에게 함락되자, 이틀 뒤 민영준은 원세개에게 다시 청군 차병을 요청하는 한편, 그날 밤 시원임대신회의에 청군 차병 논의를 붙였다. 대신들은 천진조약에 따라 청군과 더불어 일본군이 조선에 진입할 것이므로 차병에 반대하였다. 고종은 원세개가 조선군을 지휘할 것을 제안하였으나, 6월 2일경 원세개는 고종의 제의를 거절했다. 결국 고종은 시원임대신회의 대신 비밀리에 원세개와 상담하며 청군 차병을 결정하였다.
일본임시대리공사 스기무라 후카시(杉村濬)는 조선 조정이 끝내는 시비없이 청군 차병 논의를 방안을 채택할 것이라 전망하고 일본 본국에 청군 차병에 대비할 것을 주문했다. 일본 외무부는 신속하게 제물포 조약 제5항과 천진조약 3항을 근거로 조선에 출병할 것을 지시했다. 청 총리아문은 주청일본공사관에게, 그리고 주일청국공사관으로 하여금 일본 정부에 청군 파병을 “속방(屬邦, tributary state)을 보호(保護, protecting)하는 구례(舊例)”라고 통보하였다. 이에 대해 일본은 상인과 공관 보호를 위해 파병한다고 회답했다. 청 정부는 농민군 진압을 위해 파병했지만 조선에서 소극적이었다. 일본의 이토 히로부미(伊藤博文)는 청일전쟁을 상정하지는 않았지만 일단 조선에서 청군을 압도하기 위해 긴급하게 강력한 혼성여단을 조직해 청군보다 하루빨리 조선에 도해하고 한성으로 진입했다. 청군의 움직임을 빌미로 일본군이 조선에 주둔할 명분을 차단하고자 했던 청국은 조선은 자국의 반주지국(半主之國, Semi-Sovereign State)・속국(屬國, Dependent State)으로서 자립(自立)의 권리를 가지기 때문에 청국이 내정에 간섭하기 어려운데, 인방(隣邦)인 일본은 더더욱 간섭해서 안된다는 점을 지적했다. 게다가 조선 정부도 독판교섭통상사무(督辦交涉通商事務) 조병직(趙秉稷)으로 하여금 6월 12~22일 일본군의 철병을 요청하였다. 일본은 대부분 무응답으로 일관하거나, 조선이 청국의 속방(屬邦, tributary state)이라는 사실을 인정한 적이 없다고 회답했다.
무쓰 무네미쓰는 조선이 “독립국(independence)으로서의 책임을 다할 수 있는 필수 요소 몇가지가 결여(Government of that country is lacking in some of the elements which are essential to responsible independence)”되었기 때문에 내정개혁은 불가피하다는 입장을 피력하였다. 일본은 자국이 독립국으로 상정한 국가의 요구에도 불구하고 출병을 단행해서 그들에게 독립국의 역할을 요구하는 모순논리에 빠진 것이었다. 이는 일본이 조선의 내정에 간섭할 권한이 없다는 조병직의 항의에 대해 오토리 게이스케가 청국 군주가 단 한번도 조선의 내정에 간섭한 적이 없으므로 조선이 ‘불기독립(不覊獨立)’하다고 왜곡한 데서 단적으로 드러난다. 경복궁 점령을 전후해, 오토리 게이스케는 조선을 ‘번봉(藩封)’과 ‘속방(屬邦)’으로 선언하고 있는 조청상민수륙무역장정의 폐기를 강요함으로써 7월 17일께 군국기무처가 끝내 해당 장정을 폐기하였다. 장정 폐기를 통해 전쟁에 관한 국제법적 명분을 확립한 일본은 8월 1일에 이르러 메이지 천황의 명의로 개전 조칙을 내렸다. 8월 20일에는 “조선의 자주독립(自主獨立)을 공고히 한”다는 명분으로 잠정합동조관을 체결해 조선에게 내정 개혁을 강요했고, 8월 26일에는 같은 명분으로 조일동맹조약을 요구해 조선은 최초의 동맹조약(Treaty of Alliance)을 체결하게 된다. 결국 1895년 1월 7일, 고종은 종묘에 조선의 자주독립을 고하고, 한편으로 홍범 14조를 반포해서 “청국에 부의(附依)하는 생각을 끊고 자주독립의 기초를 공고히 한다”고 선언하기에 이르렀다.
청 조정은 내부의 정치갈등으로 효율적으로 전쟁을 지도하지 못했고, 북양군도 군사적 능력을 제대로 발휘하지 못했다. 청군은 9월 16일 평양전투의 패전을 시작으로 1895년 2월 17일 북양해군의 본거지였던 위해위를 점령당함으로써 결국 일본군에 항복을 선언했다. 영국이 일본 정부에게 청국과의 강화를 제의하였다. 이때 영국은 일본과 청 모두가 조선 독립을 명시하는 강화안을 제안하였으나, 일본이 조선 독립을 빌미로 전쟁을 추동하였음에도 무쓰 무네미쓰는 영국에게 청국이 조선의 독립을 확인하고 이에 따라 조선에 대한 내정간섭 방지를 명문화하고자 했다. 그리고 그 담보로써 청국 영토인 여순과 대련 할여를 요구했다. 1895년 4월 1일부터 일본과 청의 강화 회담이 진행되었는데, 일본은 내용을 더욱 구체화하여 조선의 독립자주를 훼손하는 조공책봉체제의 폐지와 성경성 남부의 땅을 요구했다. 북양대신 이홍장은 이에 대응하여 일본도 조선의 독립을 조인하고 중립[局外]을 명문화하고자 했다. 그러나 일본은 청 측의 제안을 묵살하고 시모노세키에서 강화조약을 체결하여 조선이 주권과 독립을 저해하는 청에 대한 봉건적인 의무들, 즉 공헌(貢獻, the payment of tribute)과 전례(典禮, the performance of ceremonies)를 폐지하였다.

## 체결
청국 조정은 1894년 11월 22일, 주청미국공사를 통해 일본 본국에 강화 의사를 타진했다. 전의를 상실한 청국은 조선의 독립을 인정하고, 전쟁 배상금 지불을 제의하고 있었다. 그러나 내각총리대신 이토 히로부미가 같은 해 12월 4일 「위해위를 무찌르고 대만을 공략하기 위한 방책」을 대본영에 제출한 데서 알 수 있듯이 일본군은 전쟁을 멈출 의사가 없었다. 일본군의 연전연승 속에서 감화되어 대외경파는 물론 정부 내에서도 취할 수 있는 것은 가능한 한 확보하려는 분위기가 농후하였다. 1895년 1월에 이르면, 일본 국내에서도 청 측의 제안에 따라 강화 조약을 논의하게 되었는데 외상 무쓰 무네미쓰는 이런 분위기 속에서 고심하게 된다.
제국 해군은 자원 확보와 남진의 거점으로서 대만 전 섬 및 팽호열도의 할양을 원했는데, 육군은 반면 해당 전쟁의 격전지인 요동반도의 할양을 요구했다. 한편 대장성은 전후 재정 운영을 고려하여 거액의 배상금을 요망하였는데, 마쓰카타 마사요시는 후에 고평은 10억 냥(테일)이라는 경이로운 배상액을 제시했다. 주러일본공사 니시 도쿠지로는 영토 할양은 러시아를 자극할 수 있기 때문에 배상금을 우선시해야 한다고 보았다. 그는 영토 할양은 거액의 배상금 담보라는 명목으로 하는 것이 러시아 등으로부터의 간섭을 최대한 배제할 수 있다고 말했고, 이에 대해 주영일본공사 아오키 슈조(青木周蔵)는 성경성 및 길림과 직례 양성의 일부를 할여받아 정래에 일본의 군사적 거점을 그곳에 건설하고 배상금은 영화 1억 파운드로 해야 한다고 주장했다. 또한 당시 외무성의 미국인 고문 헨리 W. 데니슨(Henry Willard Denison)이 제시한 배상금은 갑안이 3억엔, 을안이 5억엔이었다.

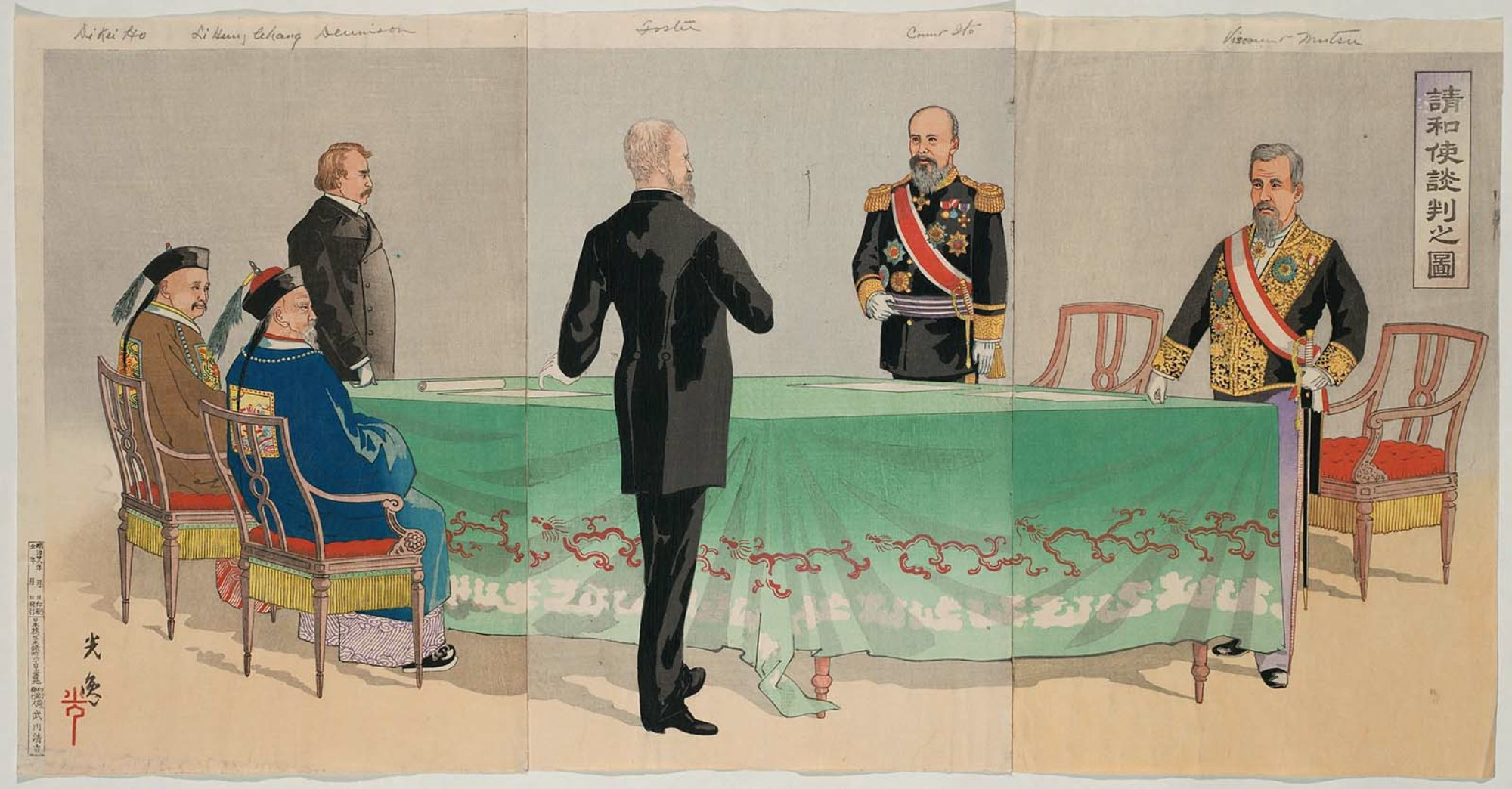
1895년 2월, 히로시마 현청에서의 강화 교섭을 묘사하고 있는 목판화가 쓰치야 고이쓰(土屋光逸)의 「청화사담판지도(請和使談判之図)」

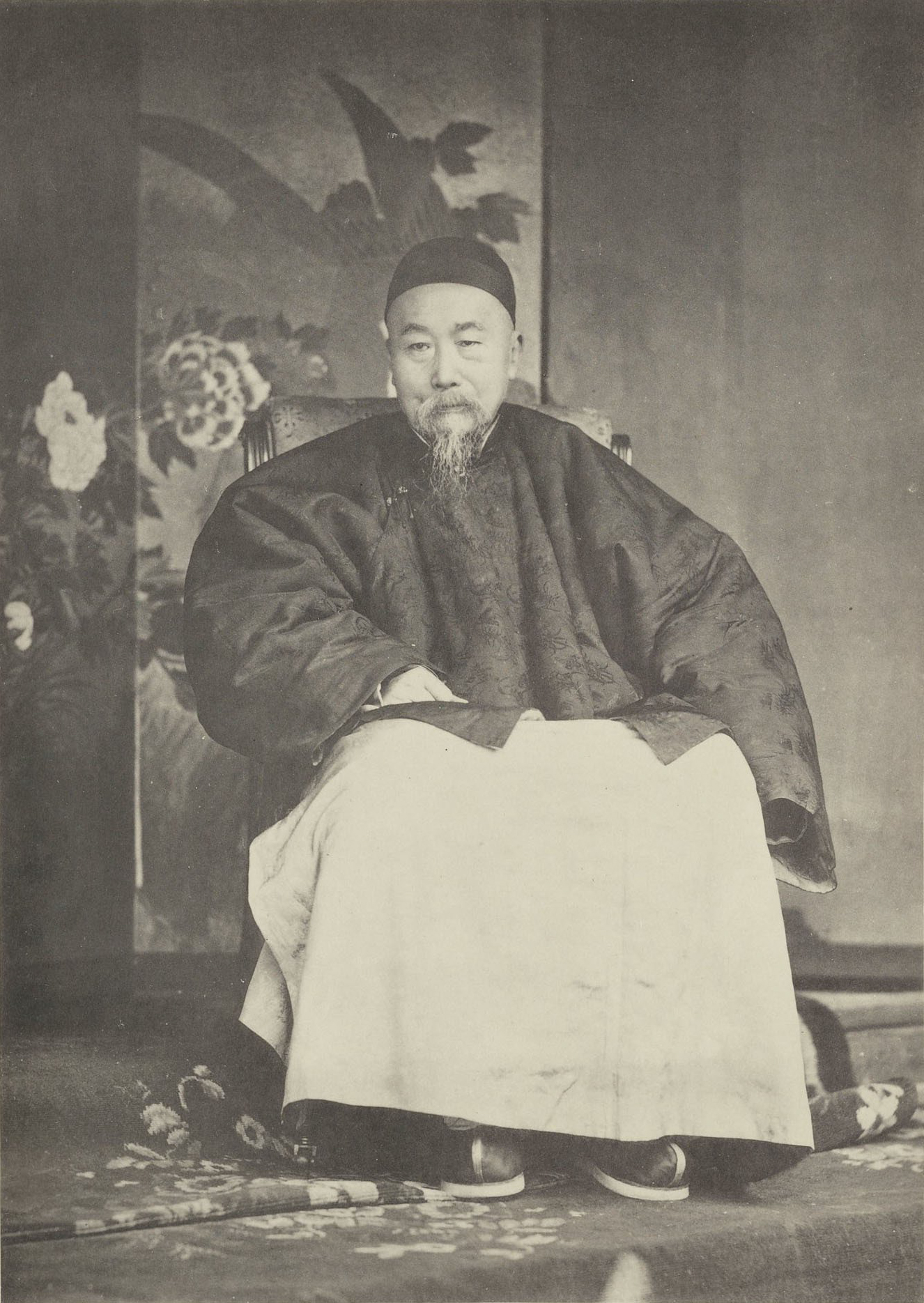
시모노세키 조약 협상 기간 촬영된 북양대신 이홍장.

청국은 1894년 12월 20일 일본 측에 호부시랑 장음환과 호남순무 소우렴을 강화회담의 전권대신으로, 양국의 전권대신이 나가사키에서 회동할 것을 원했다. 그러나 일본은 청일전쟁 당시 천황이 전쟁을 지휘한 대본영이 위치하며 제국의회가 소집되기도 했던 히로시마를 회담 장소로 통고했다. 1월 31일, 장음환과 소우렴은 히로시마에 도착했다. 일본은 당일 이토 히로부미와 무쓰 무네미쓰를 전권대신으로 지명했다. 다음날, 양국 전권대신들은 히로시마 현청에서 회합하였는데, 일본 측 전권이 수상과 외상인 반면 중국 전권은 재무차관과 지방지사에 지나지 않았기 때문에 이 격식의 차이는 청국의 체면을 잃게 만들었다.
한편 무쓰 무네미쓰는 청 측이 ‘국서’와 ‘칙유’라고 칭하는 문서를 두고 그것은 일종의 신임장이나 단순한 소개장에 지나지 않고 강화담판의 전권 위임장일 수 없다고 지적했다. 2월 2일, 일본 측은 청 측에 교섭 내용을 본국에 상주한 후 칙유를 얻고 나서 처음으로 조인이라는 절차를 밟아야 하는 것은 강화 전권의 권한으로는 부족하다는 점을 지적하며 담판을 중단했다. 일본은 청국 전권과 본국이 문서를 쉽게 주고받지 못하게 방해했다. 2월 7일, 나가사키로 돌아간 장음환과 서오렴은 청 정부로부터 다시 위임장을 받고자 하였으나, 일본은 이를 거절하면서 이들의 체류를 거부했다. 한편 이토 히로부미는 청 측 참사관 오정방에게 이홍장 혹은 공친왕이 전권대신으로 올 것을 희망한다고 밝혔다. 2월 8일, 무쓰 무네미쓰는 주일미국공사 던(Edwin Dun)을 통해 정당한 전권위임장을 받은 ‘명작자망(名爵資望)이 있는 전권위원’의 파견을 청국 측에 요구하였다.
여순에 이어 위해위에서도 패전해 북양함대를 잃고 게다가 히로시마에서의 강화교섭도 결렬되자 광서제와 주전파도 모두 전의를 상실했다. 2월 10일, 광서제는 군기대신을 불러 패전에 낙담하며 제대신에게 대책을 자문했는데, 대신들의 일치된 견해로는 이홍장을 일본에 파견해 교섭을 맡게 하는 방도 외에는 없었다. 그때까지 격렬하게 주전론을 주창해 옹동화도 다른 수가 없다고 하였다. 2월 19일, 청 정부는 이홍장을 전권대신으로 지명하겠다는 뜻을 주청미국공사관을 통해 일본에 전달했다. 한편 일본이 영토 양여를 강화 조건으로 제시할 수 있다는 우려가 퍼지자, 이홍영은 영토 양여 대해서는 국내적인 규정도 갖추어지지 않아 처리도 어렵다고 굳이 알지 못한다는 견해를 표명했고, 옹동화도 이에 찬동했다. 그는 협상이 정리되지 않으면 귀국할 뿐이라는 결의를 나타내는 한편, 강화교섭에 옹동화의 동행을 요구했다. 그러나 옹동화는 양무파도 아닌 본인이 외교에도 능통하지 못하다는 이유로 동행을 사퇴하였고, 이홍장은 이를 빌미로 옹동화의 주전론을 봉쇄하고자 했다. 그는 의도적으로 주전론을 주창함으로써 영토 양여가 불가피하다는 여론을 끌어내어 3월 2일 영토 양여가 불가피하고 강화를 맺어야한다고 상주했고, 다음날 서태후와 총리아문으로부터 영토 양여를 승인받았다. 그는 이를 통해 이홍조나 옹동화 등 자신의 정적들로부터의 정치적 공격을 차단했다.

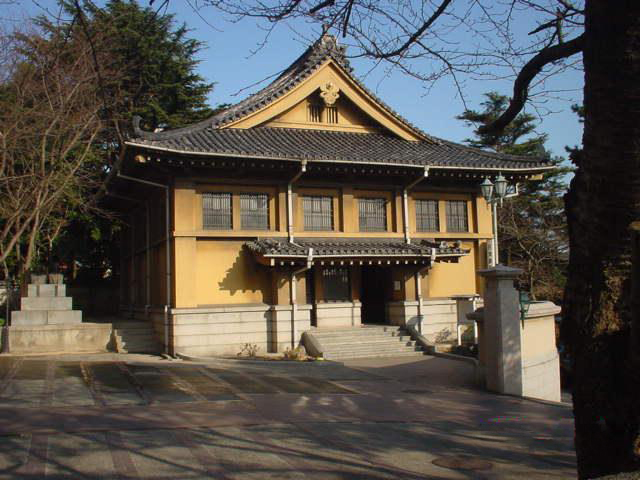
협상이 이뤄진 슌반로우 (2004년)

일본 혼슈의 최서 시모노세키는 도쿄로 들어가기 위한 관문으로 조선통신사도 이곳을 통해 일본을 왕복했다.
이홍장은 3월 19일, 수행원 33인, 종복(從僕) 90인을 거느린 채 시모노세키에 도착했다. 다음날 이홍장 등은 캇포여관(割烹旅館) 인근의 슌반루(春帆楼)에서 회합하여 위임장을 교환하고 교섭에 들어갔다. 이때 청 측은 강화회담 이전에 먼저 휴전할 것을 제안했는데, 그러나 이토 히로부미는 히시지마 요시테루 대령이 이끄는 보병 1개 혼성여단이 대만 서쪽의 팽호제도를 제압해, 대만 상륙의 발판을 확보하기를 기다리고 있었다. 3월 21일, 일본 측은 대고(大沽), 천진, 산해관의 성루를 보장점령하고 청군이 이곳의 모든 군수물자를 일본군에게 넘길 것, 나아가 일본 군무관이 천진과 산해관 사이의 철도를 관할할 것, 휴전 기간 청국이 일본군의 군비를 부담할 것을 요구했다. 일본 측은 휴전 없이 강화 회담에 들어가도 되고 휴전 후 강화를 논의해도 되지만 그 경우, 청국이 상기 4가지 조건을 수용해야한다고 압박했다. 그러나 이홍장은 어디까지나 영구(営口)・전장태(田荘台)의 보장점령 정도를 염두에 두었을 뿐, 이것은 청 측의 예상에 크게 웃도는 가혹한 조건이었다.
3월 24일 청 측은 휴전을 철회하고 강화회담을 진행할 것을 제안했다. 이후 이경방만 회담에 남아서 무쓰와 사무적인 현안을 처리하고 이홍장은 숙소로 돌아가게 되는데, 자유당계 장사(壯士) 오야마 도요타로(小山豊太郞)로부터 저격을 당했다. 2미터 거리에서 총탄으로 인해 안경이 깨져 왼쪽 뺨을 부상당한 이홍장은 급히 응급조치를 받고 숙소로 옮겨졌다. 오야마는 그의 생명을 끊는 것이 영원히 동아의 평화를 얻는 일이라고 밝혔다. 일본 입장에서 이 담판은 전쟁을 계속하면서도 교섭할 수 있는 효율적인 회담이었으나 이홍장 저격 사건은 담판의 형세를 일거에 뒤집을 수 있는 사건이었다. 이홍장은 자신에게 일어난 재해를 본국에 대한 이익으로 전환하려 하였고, 일본 정부는 그가 이 사건을 구실로 회담을 중단하고 귀국할까봐 전전긍긍하였다.
이토 히로부미와 무쓰 무네미쓰는 사건 직후 곧바로 이홍장의 숙소로 가서 그를 위로하였으며, 일본 정부는 야전위생장관인 이시구로 다다노리와 외과 전문의 육군군의총감 사토 스스무(佐藤進) 두 박사 등 유명한 전문의를 시모노세키로 보내고, 또 주일 프랑스 공사관에 있는 의사도 초대하였다. 아울러 당시 히로시마에 있던 메이지 천황과 쇼켄 황후는 직접 의사와 간호부를 이홍장에게 보내주었다. 한편 야마구치현 지사 하라 타로(原保太郎)가 이 사건의 책임을 지고 사임하였으며, 야마구치현 경찰부장 고토 마츠요시로(後藤松吉郎)는 해임되었다. 각지의 시민들이 이홍장에게 전보나 우편을 보내거나 일본의 특산품을 보내면서 이홍장을 위로했으며 그의 숙소 앞에는 많은 인파가 몰렸다.
| “ | 그러나 청국은 여기서 또 다른 구실을 얻었다. 이홍장이 즉시 귀국해서 각국에게, 일본의 희망에 따라 일부러 일본까지 갔는데도 위해를 가하니, 일본은 말로는 문명이라지만 도저히 대화 상대로 삼을 수 없다고 호소하면 각국은 동정하고 소매를 걷어붙이고 간섭할 빌미를 얻어 형세가 일변해 일본에 불리할 것이다. | ” |

무쓰는 이홍장 저격 사건이 열강의 간섭을 초래할 수 있다고 보고 휴전해야 한다고 보았다. 이토 히로부미도 이에 동의하였다. 그러나 당시 히로시마의 대본영과 각료들은 휴전을 반대하고 있었고, 무쓰는 2~3주간 휴전에 들어가고 그 후에 전투를 재개한다고 해도 문제될 것이 없다는 논리를 제시했다. 이토는 히로시마로 가서 무쓰의 견해로 각료들을 설득하였으며, 3월 26일에는 문무중신회의에서도 “선후지책으로는 회담을 계속할 수밖에 없다. 그러기 위해서는 즉시 무조건적인 휴전을 허용해야 한다”고 역설했다. 그러나 군부는 무조건적인 전쟁 중단에 대해서 강력하게 반대했는데, 이에 이토는 3월 27일, 천황으로부터 칙호를 확보했다. 한편 3만의 러시아군 이 청국의 북변으로 이동한다는 첩보가 입수되자 야마가타 아리토모 등도 비로소 휴전에 동의했다.
청 측은 시모노세키 항구에 기선을 정박하면서 언제든지 귀국할 수 있는 준비를 마치고 있었기 때문에 이토와 무쓰는 협상 결렬의 위기에 분주히 움직였다. 무쓰 무네미쓰는 천황에 의한 휴전의 칙허를 조약문으로 개서하고 3월 28일 이홍장의 병상을 방문하여 그 초안을 제시했다. 이로써 3월 30일 봉천성, 산동성, 길림성에서의 무조건적인 휴전에 합의하고 휴전조약을 체결하였다. 중국은 협상의 진전과 더불어 작년 11월 서태후의 환갑을 축하하러 온 조선의 진하사의 귀국을 종용했다. 3월 말 조선 사행단은 회동관에서 쫒겨나 일행을 둘로 쪼개어 객잔에 머무르게 되었다. 이 조치는 조선 사행단을 조공사로 대우하지 않겠다는, 즉 조공책봉체제의 와해를 의미했다.
4월 1일부터 양국은 강화회담에 돌입하는데 당시 일본은 청국이 조선의 완전무결한 독립자주국임을 확인할 것, 봉천성 남부・요동반도 동부 연안・대만 및 그 부속도서・팽호 제도를 할여하고, 배상금 은 3억 냥을 지불할 것, 일본에 최혜국 대우를 할 것, 북경・소주・항주・중경 등을 일본에 개방할 것, 강화조약 실행의 담보로 일본군이 봉천성 및 위해위를 일시 점령할 것을 요구했다. 이홍장은 일본이 조선의 독립을 도모할 뿐, 청국의 토지를 거느리고자 한 것이 아니라고 대내외적으로 선언한 것이 아니었냐고 반문하였다. 그는 원안의 내용을 총리아문에 극비으로 타전시키고, 할여에 관한 조항을 북경 주재 영국·러시아·프랑스 공사에 누설하도록 하여 열강에 중재를 요구하고 협상의 연장하고자 했다. 이홍장은 통상권익에 관해서는 가능한 수용하되, 요동 반도의 할여는 인정하지 말아야 한다고 호소했다. 한편 무쓰 무네미쓰는 반대로 할여의 건은 소극적으로, 통상권익에 관해서는 적극적으로 홍보할 것을 지시했다. 통상권익의 성문화는 열강 입장에서 반가운 귀결이기 때문이다.
이홍장과 이경방은 4월 5일에 국내 사정을 들며 일본 측에 재고를 요청했으나 묵살당했다. 청국 측은 중국이 이미 수개월 전에 조선을 완전무결한 독립자주·국외지국(獨立自主局外之國)으로 인정하기 원한다고 성명하였으니 이번 조약 체결에서 마땅히 이를 기재하고 일본 또한 그것을 인정하고 원안을 수정해야할 것, 영토 할여는 전면 거부할 것, 배상금은 상당 수준 감액할 것을 요구했다. 다음날 일본 측은 원안에 대한 승낙 여부를 명백히할 것을 압박했다. 4월 9일 청 측은 중국과 일본 양국이 조선을 독립자주림을 공동으로 인정하고 조선이 중립국[局外之國]임을 공동으로 보장할 것, 배상금은 1억 냥으로 할 것, 영토 할여는 봉천성 안동현·관전현·봉황청(鳳凰廳)·팽호 열도로 한정할 것, 강화조약의 실행 담보로서 위해위만 점령할 것을 제안했다. 그러나 일본 측은 이튿날 재수정안을 청국 측에 제안했는데, 4월 11일 이것이 최종안임을 통보했다. 조선에 관한 조항은 정정하지 않을 것, 영토 할여는 원안대로 대만과 팽호 열도 그리고 요동 반도로, 봉천성은 대폭 축소할 것, 배상금은 2억 냥으로 감액할 것, 강화조약 실행의 담보로서 위해위만 점령할 것을 통고했다.
4월 12일, 청 측은 일본의 요구가 과도하다고 호소했다. 이홍장은 대만을 무력 점령한 것이 아니기 때문에 일본 착 요구를 수락할 수 없으며, 봉천성에 대해서도 영구의 제외를 주장했다. 그리고 배상금에 대해서도 추가적인 감액을 요구했다. 그러자 이토 히로부미는 “청국 대표가 현재 상황을 깊게 이해하기를 바란다. 일본은 승자이고 청국은 패자라는 것이다”라고 말하면서 담판이 결렬되면 북경의 안위는 알 수 없을 것이라고 협박했다. 히로시마에서는 출정 준비가 운송선 60척 규모로 진행되었고, 지난 밤부터 오늘 아침까지도 20척이 간몬 해협을 통과했기 때문에 13일까지 수락 여부에 대해서만 응답할 것을 요구했다. 이에 이홍장은 결국 14일 오후 4시를 기하여 회답하겠다고 답변했다.

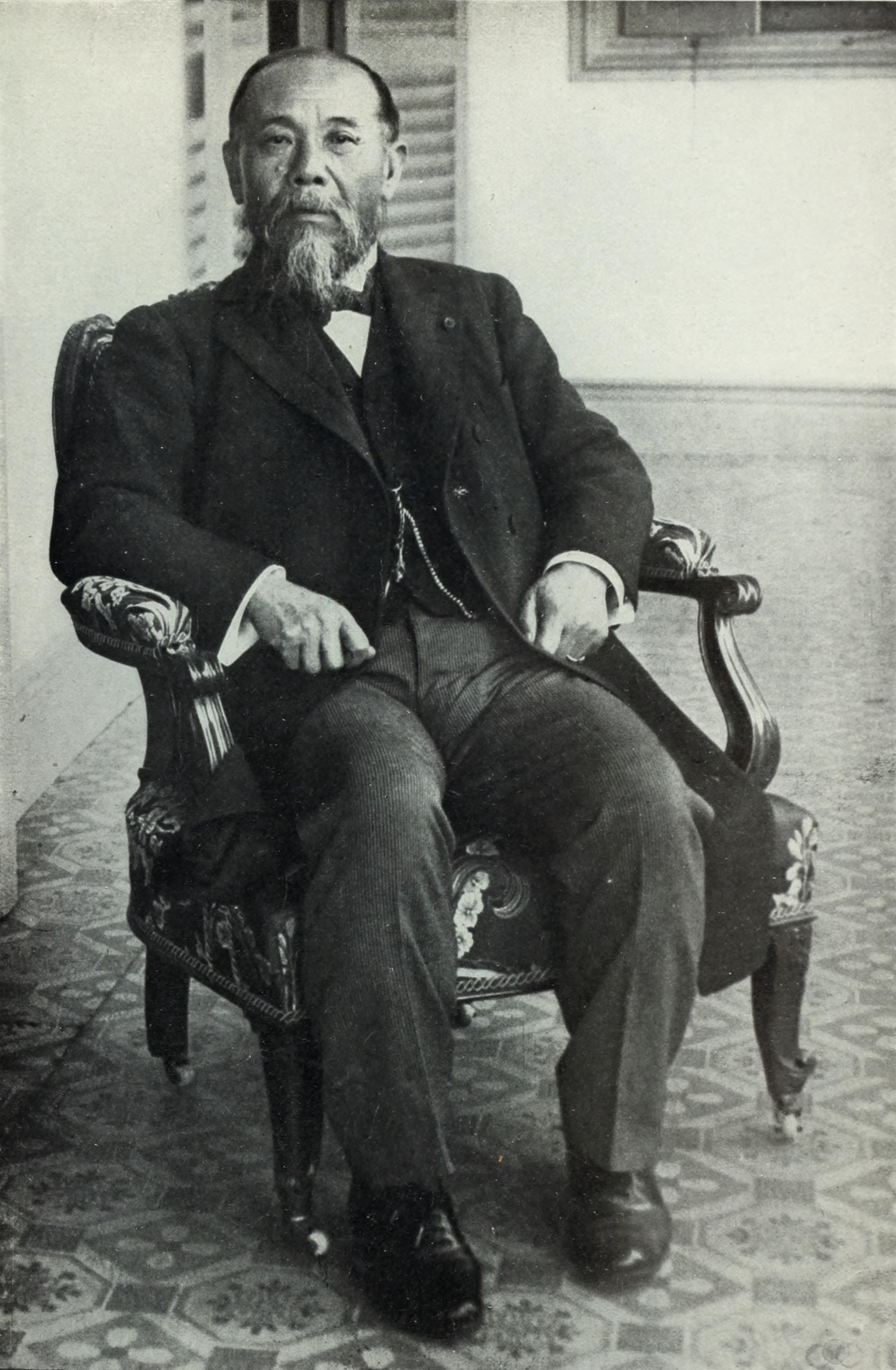
생애 후반기 이토 히로부미.

청 측은 거듭해 대만 제외와 배상금의 추가 감액을 요구했지만 일본 측은 이를 묵살했다. 아울러 이토는 “전쟁이란 것은 어떻게 선행될 지 모르는 것이고, 현재의 강화 조건도 그대로인지 확실하지 않다”고 말하면서 청국 측에 승낙을 유도했다. 이토는 군함 20여 척을 시모노세키 항구에서 대련으로 보내어 청 측을 위협했다. 이에 경악한 이홍장은 청 정부에 긴급 타전하여 조약을 체결해야만 한다고 주장했다. 4월 14일, 이경방은 이토를 만나 내일까지 최종 회답을 할 것을 통고하였고, 이튿날 최종담판을 거쳐 일본 측이 요구한 최종안이 거의 그대로 수용되었다. 이 날 이홍장은 이토 히로부미가 이렇게 엄혹하고 집요한 사람이라고는 생각지도 못했다고 푸념했다.
4월 17일, 강화조약이 체결되었다 내용은 다음과 같다.

대일본국 황제 폐하 및 대청국 황제 폐하는 양국 및 그 신민에 평화의 행복을 회복하고 또한 장래 분의의 조짐을 없애고자 강화조약을 체결한다. 이를 위해 대일본국 황제 폐하는 내각총리대신 종2위 훈1등 백작 이토 히로부미, 외무대신 종2위 훈1등 자작 무쓰 무네미쓰를, 대청국 황제 폐하는 태자태부 문화전 대학사 북양대신 직례총독 1등 숙의백 이홍장, 2품 정재 전(前) 출사대신 이경방(李經方)을 각각 그 전권대신에 임명하였다. 이에 각 전권대신은 상호 그 위임장을 확인하고 양호 타당함을 인정하여 다음의 조관을 협의, 결정하였다.
- 제1조 중국은 조선국의 완전무결한 독립자주(full and complete independence and autonomy)를 확인한다. 이에 위 독립자주체제를 훼손하는 조선국의 중국에 대한 공헌(貢獻, tribut)⋅전례(典禮, the performance of ceremonies and formalities) 등은 장래 완전히 폐지한다.
- 제2조 중국은 다음의 영토 주권(full sovereignty the following territories)을, 해당 지방 소유의 보루(堡壘), 군기(軍器), 공장급 일체의 관유물을 영원히 일본국에 할여한다.
  - 1. 다음의 경계 내의 봉천성 남변지방 압록강구에서 강을 거슬러 안평하구에 이르고 하구에서 봉황성 해성(海城) 영구(營口)를 걸쳐 요하구에 이르는 절선(折線) 이남 지방을 합쳐 위 각 성시를 포함한다. 그리고 요하를 경계로 하는 곳은 해당 강의 중앙을 경계로 한다. 요동만 동안 및 황해 북안에 있는 봉천성에 속하는 여러 도서.
  - 2. 대만 전도 및 그 소유 부속 각 도서
  - 3. 팽호 열도 즉 영국 그리니치 동경 119~120도 및 북위 23~24도 사이의 여러 도서.

- 제3조 위 조항에 게재하고 본 조약의 지도상 국경은 본 조약의 비준 교환 직후에 양국에서 각 2명 이상의 공동 국경 획정 위원을 파관하고 실지에 가서 확정한다. 그리고 만일 본 조약에 게재한 국경으로 지형상 또는 시정상 불완전한 부분은 해당 위원이 이를 경정(更正)한다. 다만 해당 위원이 경정한 바는 이에 대해 양국 정부가 인준할 때까지 본 조약에 게재한 국경을 유지한다.
- 제4조 중국은 약장에 따라 군비배상을 위해 고평은(庫平銀) 2억 냥을 일본국에 지불한다. 위 금액은 도합 8회로 나누어 1회 및 2회는 매회 5천만 냥씩 지불한다. 아울러 1회의 불입은 본 조약의 비준⋅교환 후 6개월 이내에, 2회의 불입은 본 조약의 비준⋅교환 후 12개월 이내에 한다. 남은 금액은 6년으로 나누어 제1차는 본 조약의 비준⋅교환 후 2년 이내에, 제2차는 본 조약의 비준⋅교환 후 3년 이내에, 제3차는 본 조약의 비준⋅교환 4년 이내에, 제4차는 본 조약의 비준⋅교환 후 5년 이내에, 제5차는 본 조약의 비준⋅교환 후 6년 이내에, 제6차는 본 조약의 비준⋅교환 후 7년 이내에 지불한다. 또한 1회 불입 기일로부터 이후 아직 불입을 끝내지 않은 개수에 대해 서는 매년 5%의 이자를 지불한다. 다만 중국은 언제라도 해당 배상금의 전액 혹은 그 일부를 미리 일시 지불할 수 있다. 본 조약의 비준⋅교환 후 3년 이내에 해당 배상금의 총액을 모두 지불할 경우 모든 이자를 면제한다. 만일 그 때까지 2년반 혹은 더욱 단기의 이자를 불입 경우 이를 원금에 편입한다.
- 제5조 일본국에 양여지방의 인민으로 위 양여지방 외부에 살고자 할 때는 자유로이 소유 자산을 매각하고 퇴거할 수 있다. 이를 위해 본 조약의 비준⋅교환일로부터 2년간을 유예로 한다. 다만 위 연한을 채울 경우 아직 해당 지방을 떠나지 않은 자는 일본국의 형편에 따라 일본국 신민으로 간주할 것이다. 양국 정부는 본 조약의 비준⋅교환 후 곧바로 대만성에 1명 이상의 대원을 각파한다. 아울러 본 조약의 비준⋅교환 후 2개월 이내에 분명히 한다.
- 제6조 중일 양국 사이의 모든 조약은 교전으로 소멸되었으므로 중국은 본 조약의 비준⋅교환 후 속히 전권대신을 파견하고 일본국 소속 전권대신과 회동하여 통상항해조약 및 육로통상장정을 정립한다. 그리고 현재 중국과 서양 각국 사이에 존재하는 모든 약장으로 해당 양국간의 모든 조약의 기초로 삼는다. 또한 본 조약의 비준⋅교환일로부터 새로이 정한 미경(未經) 약장의 실행 전까지 중국은 일본국 소속 정부 관료와 신민 및 상업, 공예, 항해선척, 육로통상 등에 대해 모두 최혜국 대우를 부여한다. 중국은 장차 약장에 따라 다음의 양여를 하고, 양국 전권대신의 조인일로부터 6개월 후 유효하다.
  - 제1, 현재 중국에서 이미 외부에 대한 각 개항장 외에 일본국 신민의 왕래교우, 종사상업, 공예제작을 위해 다음의 개항장을 첨설한다. 다만 현재 개항장과 개시장에서 이루어지는 바와 같은 장정을 일례로 특전 및 편익을 판리할 수 있다. 일본국 정부는 이상 열거한 개항장 중 어느 곳이든 영사관을 주지할 권리를 갖는다.
    - 1. 호북성 형주부(荊州府) 사시(沙市)
    - 2. 사천성 중경부
    - 3. 강소성 소주부
    - 4. 절강성 항주부

  - 제2, 탑승객과 선적하물을 위해 일본국 화륜선의 항로를 다음의 장소까지 연장한다. 양국이 새로운 장정을 체결할 때까지 위 항로에 관해 적용하는 한에서는 외국 선척이 중국 내지의 수로 항행에 관한 현행 약정을 시행한다.
    - 1. 장강 상류 호북성 의창부에서 사천성 중경까지.
    - 2. 상해에서 오송강 및 운하로 진입하여 소주부, 항주부까지.

  - 제3, 일본국 신민이 중국 내지에서 경공물 및 자생물을 구매 혹은 수입한 상품을 중국 내지에 운송함에 위 구매품 또는 운송품을 창고에 보관하기 위한 어떠한 세금과 징수금도 납부하지 않으며 일시 창고를 차입하는 권리를 갖는다.
  - 제4, 일본국 신민은 중국 각 개항장에서 각종 공예와 제조에 종사할 수 있다. 또한 소정의 수입세를 지불할 뿐으로 자유로이 각종 기계류를 중국에 수입할 수 있다. 중국에서 일본국 신민이 제조에 관계한 일체의 상품은 각종 내국 운송세, 내지부과금 징수금에 관해 또한 중국 내지에서 창고보관상의 편익에 대해 일본국 신민이 중국에 수입한 상품과 동일한 취급을 받는다. 또한 동일한 특전 면제를 판리할 수 있다. 이들 양여에 관해 더욱이 장정을 규정할 필요가 있을 경우에는 이를 본 조약에 규정한 바의 행선통상장정 안에 자세히 게재하는 것으로 한다.

- 제7조 현재 중국 경내에 주재하는 일본군의 철병은 본 조약의 비준⋅교환 후 3개월 이내로 한다. 다만 다음 조항에 기재한 규정에 따른다.
- 제8조 중국은 본 조약 속 조목의 명인(明認)이 진실로 실행되기 위한 담보로 일본군이 일시적으로 산동성 위해위를 점령하는 것을 승낙한다. 아울러 본 조약에 규정한 군비 배상금의 1회, 2회 불입이 끝나고 행선통상장정의 비준⋅교환을 완료한 때에 중국 정부가 위 배상금의 잔액 원리금에 대해 충분하고 적당한 결정을 하여 중국 해관세를 저당으로 하는 것을 승낙함에 있어서는 일본국은 그 군대를 위 장소에서 철병해야 한다. 만일 또한 이에 관해 충분하고 적당한 결정이 세워지지 않을 경우는 해당 배상금의 최종회의 불입을 종료한 경우가 아니라면 철병하지 않는다. 마땅히 행선통상장정의 비준⋅교환을 끝난 후가 아니면 군대의 철병이 이루어지지 않을 것임을 승낙한다.
- 제9조 본 조약의 비준⋅교환 후에는 곧바로 현재 있는 포로를 환부한다. 그리고 중국은 일본국으로부터 이같이 환부될 포로를 학대 혹은 처형하지 않을 것을 약속한다. 일본국 신민으로 군사상의 간첩 혹은 범죄자라 인정받은 자는 중국에서 곧바로 해방할 것을 약속한다. 중국은 또한 교전 중 일본국 군대와 다양한 관계를 맺은 중국 신민에 대해 어떠한 처형도 하지 않으며 이를 하지 않을 것을 약속한다.
- 제10조 본 조약의 비준⋅교환일로부터 공전(攻戰)을 종식한다.
- 제11조 본 조약은 대일본국 황제 폐하 및 대청국 황제 폐하가 비준하실 것이다. 위 비준은 지부(芝罘)에서 메이지 28년 5월 8일 즉 광서 21년 4월 14일에 교환된다.

이상 증거로 양 제국 전권대신은 이에 기명 조인한다. 메이지 28년 4월 17일 즉 광서 21년 3월 23일 시모노세키에서 2통 작성.

## 영향

### 삼국간섭과 을미사변
| “ | 한국 조정에 금전을 대여해 주는 것은 조선에 있어서의 우리의 실리적 관계를 공고히 하는 한 수단일 따름입니다. 지금까지 우리나라는 조선을 도와서 그 독립을 공고히 하고 내정을 개혁한다고 주장해왔지만, 모두 단순히 선린관계의 명분을 빙자했을 뿐이었습니다. 이렇게 해서는 조선에 대한 우리의 기반을 공고히 하는 데 부족하며 여러 강국에 대해 충분한 구실을 갖는다고는 할 수 없을 것입니다. 영국이 이집트에 대해 마음대로 간섭할 수 있는 구실이 어디에 있었겠습니까. 다름 아니라 영국이 이집트에 자본을 투자하여 실리적 관계에서 그 기반을 독점한 데 있는 것이 아니고 무엇이겠습니까. 그러기에 우리나라도 역시 조선에 대한 충분할 기반을 굳히고 내정간섭의 구실을 만들어 두려면 철도라든가 금전대여로 하여 이번에 조선에 대해 실리적으로 우리의 기반을 굳혀 두고 재정상의 관계로부터 시작해서 기타의 관계에까지 미치게 함으로써 간섭의 구실을 만들어 두는 것이 긴요하다고 믿습니다. | ” |

일본은 내무대신 이노우에 가오루를 주조선공사로 보내어 조선의 내정개혁을 강요하였다. 일본은 잠정합동조관을 근거로 일본인 고문관과 군사 교관의 파견, 일본통화의 유통 아울러 방곡령 금지 등을 통해 전쟁 협력과 더불어, 내정개혁에 직접적으로 간여하는 별도의 기구를 설치하기 보다는 명목적으로 조선 독립의 보장을 빙자하여 간섭하고자 했다. 이들은 영국의 이집트 보호와 같은 간접적인 보호국화를 모델로 채택하고 있었다. 1894년 하반기부터 1895년 3월까지 진행된 2차 갑오개혁 당시 국채 도입은 개혁 관료들의 협상에도 불구하고 일본의 내정간섭과 통상권익 확보의 연장선상에서 이루어질 수 밖에 없었다. 중앙 및 지방 행정제도의 개혁 그리고 재정 일원화 등 개혁 정책은 일본으로부터 재정 차관의 도입을 통해 이루어졌으며, 이는 증가하는 일본인 고문관의 역할을 증대시키는 효과를 낳았다. 조선의 대일 정치경제적 종속화, 즉 일본의 간접적인 보호국화는 영국, 미국 등 서구 열강에게도 감지되기 시작했다.
| “ | 각하께서 더욱 주목하실 제가 수집한 내용은 다음과 같습니다. 일본은 조선을 자유로운 수중에 두고 싶어 하고 있습니다. 그리고 일본 정부의 희망은 그 나라에 보호국(Protectorate)을 설치하거나 일본의 종주권(suzerain) (下의) 국가나 봉신국(vassal state), 또는 조공국(tributary state)으로 만드는 것입니다. | ” |

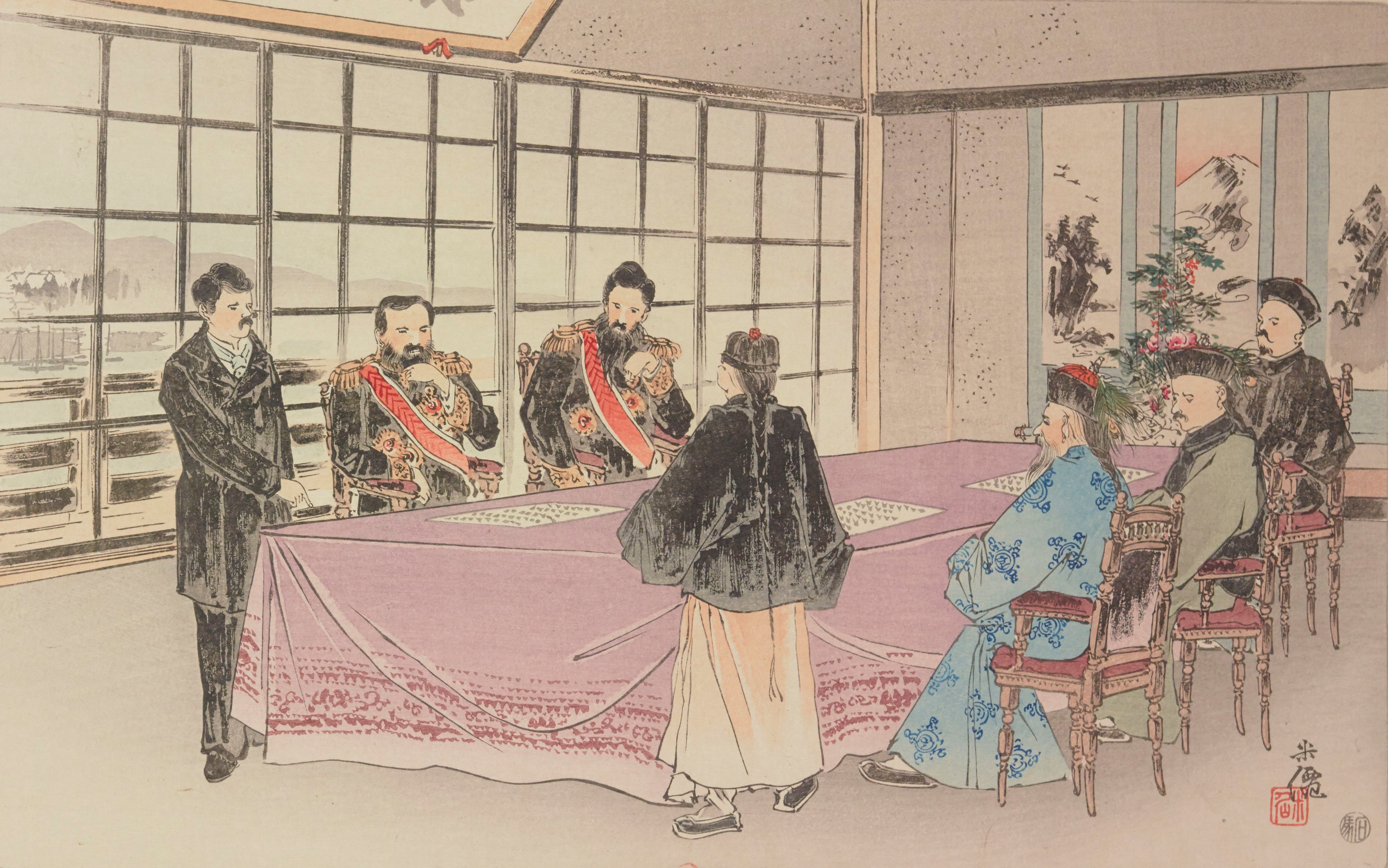
《시모노세키 조약》 일본과 청국의 협정 조인식 장면.

1895년 4월 17일, 시모노세키 조약이 체결되었다. 중국과 일본의 교섭 과정에서 독일, 러시아, 프랑스는 일본에 대해 압력을 넣었지만, 그것은 조약 체결에 있어 영향력을 발휘하지 못했다. 그러나 한편으로 조선의 독립자주를 위한 내정개혁을 명분으로 승전을 끌어냈으므로, 전후 열강과의 협동이라는 방침은 불가피했다. 러시아 외상 로마노프는 조약 체결과 동시에 독일과 프랑스 그리고 영국 등에게 러시아에 동조하여 요동 반도 점령에 항의할 것을 요청했다. 프랑스는 확고한 러프동맹의 전제에 따라 협조하였고, 영국은 친일적인 국내 여론과 대러시아 견제라는 노선에 따라 불간섭 정책을 지속하고자 했다. 오래전부터 중국 항구의 조차를 통해 무역과 군사 거점을 원했던 빌헬름 2세는 영국의 불간섭 노선을 확신하고 외교부로 하여금 주일 독일 공사에게 러프동맹에 협조할 것을 신속하게 결정했다. 그 결과 4월 23일에 이르러 주일 독일 공사, 러시아 공사, 프랑스 공사는 외무성을 방문해 하야시 곤스케와 회동하여 요동 반도의 점령을 비롯해서 조약의 전면적인 재고를 요구했다. 삼국동맹은 일본의 요동 반도 점령을 조선의 독립을 유명무실화하는 것으로 간주하고 조선 문제에 대해서 민감하게 대응했다.
삼국간섭에 대해 미국의 전통적인 불간섭 정책과 일본의 기대와 다른 영국의 냉담은 일본은 러시아와 외교적인 타협이라는 대안을 채택할 수 밖에 없었다. 영국은 아시아를 두고 러시아와 경쟁하고 있었지만, 삼국과의 관계 악화까지 감수하면서 일본에 협조할 의향은 없었다. 4월 29월, 영국 외상의 킴벌리 백작 존 워드하우스는 주영일본공사 가토 다카아키에 대해, 영국은 중립을 지키고, 일본에는 원조할 수 없다는 입장을 전달했다. 궁지에 몰린 이토 히로부미 등은 청 황제가 시모노세키 조약의 비준을 거부하는 것을 염려했다. 결국 일본은 여순구를 제외한 요동 반도의 점령 포기 의사를 밝혔지만, 러시아는 그에 응답하지 않고 청국도 삼국간섭을 빌미로 비준서 교환을 연기하고자 했다. 대안이 없던 일본 정부는 5월 4일 각의에서 여순구도 포함한 전 요동 반도의 포기를 결정하고 다음 5월 5일 주일 독일, 러시아, 프랑스 공사에게 이 결의를 통고했다. 5월 8일, 예정대로 시모노세키 강화조약 비준서를 교환했고, 한편으로는 조약의 발효에 따라 요동 반도의 환부를 두고 청일 양국은 교섭에 돌입하였다.
그 무렵, 이노우에 가오루는 무쓰 외상으로부터 철도 전신 조약의 교섭에 있어, 조선에 대한 내정개혁에 대해 당분간 그다지 개입하지 않겠다는 양해를 구했다. 한편 무쓰는 이노우에를 필두로 전개된 내정개혁 정책을 포기하고 조선의 독립을 열강이 공동 보장하는 정책으로 전환을 꾀하여야 한다고 주장했다. 이토 히로부미는 이에 반대하였으나 무쓰는 간섭 정책의 포기를 지속적으로 요청했다. 6월 4일 일본 정부는 '신 대한방침'의 각의 결정을 통해 타동(他動)의 방침을 결의했다. 그러나 단연코 간섭 정책을 중단하고 통상 조약국 모양으로 회귀하자는 하루 전 무쓰의 제안에서 미묘한 변화가 이루어진 것이었다. 무쓰는 6월 5일, 병을 명분으로 사이온지 긴모치에게 외무대신 직위를 맡기고 요양에 들어갔다. 6월 17일 사법대신 요시카와 아키마사는 무쓰 무네미쓰 및 야마가타 아리모토와 "미봉책은 단연히 파기하고 결행 방침을 취할 것"을 합의하였고, 6월 말 스기무라 후카시 대리공사는 도쿄의 이노우에 특명전권공사의 지시에 따라 주조선 일본군의 주둔 문제를 두고 억지로 고종의 재가를 받아 김윤식으로 하여금 주병의뢰서를 얻어냈다. 외상 임시대리 사이온지는 8월 3일 천황의 재가를 얻어 주병승낙서를 김윤식에게 발송했다. 한편 7월 9일 스기무라 후카시는 내부대신 박영효가 왕후시해를 기도했다는 이유로 실각한 직후 '민씨파'가 궁중에 모여 정권을 좌우하도록 방관하며 자연스럽게 김홍집 내각의 성립을 기다릴지, 성립에 진력해야할지 회신할 것을 요청하였고, 다음날 사이온지는 "김홍집 내각의 성립을 위해 내밀하고 조용히 힘을 다할 것"을 훈령했다.

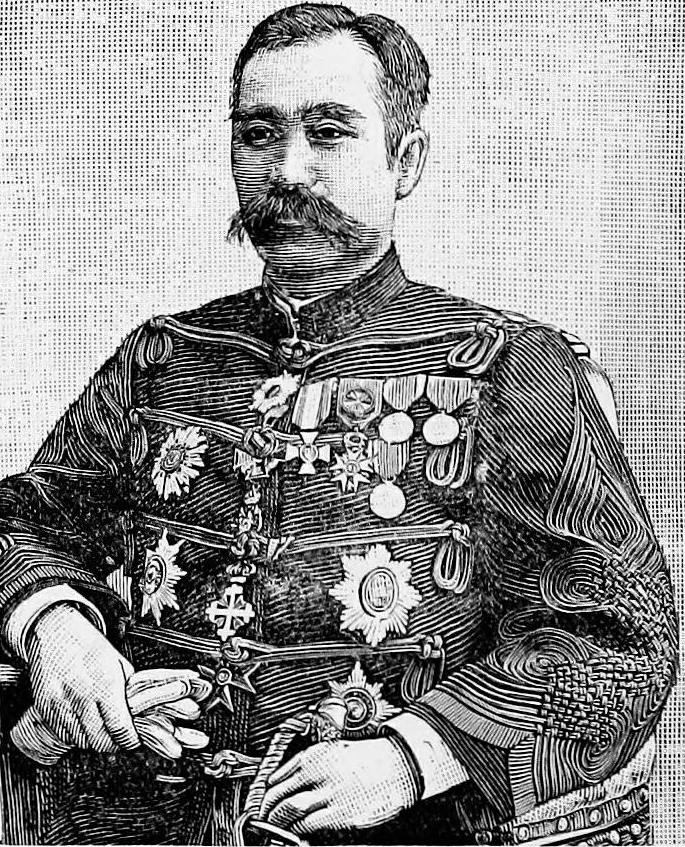
참모차장 가와카미 소로쿠

이노우에 가오루는 전신선의 반환과 구스노세 유키히코 중좌의 해임을 요구하고 있었다. 그런데 7월 10일경 이노우에의 후임에 미우라 고로가 내정되었다. 미우라 고로는 이노우에가 요구한 적법한 후임자가 아니었다. 당시 육군의 실세인 가와카미 소로쿠 참모차장은 조선의 전신선을 일본군이 장악하기를 희망하고 있었다. 7월 19일, 미우라 고로는 '특명전권공사'에 임명되고 다음달 17일엔 조선 주차가 명령되었다. 가와카미 소로쿠와 미우라 고로는 미우라의 조선 주차 이전에 이미 보병 2중대를 경성에, 부산과 원산에 1중대를 각파한다는 대본영의 군사정책을 교감하고 있었다. 9월 12일, 가와카미 소로쿠는 미우라 고로에게 헌병 250여 명의 추가 파병해 전신선 수비를 보충할 것을 제시했다. 가와카미의 요구는 외무성을 통하지 않은 것이었다. 9월 16일, 가와카미와 미우라는 수비대의 교체를 서서히 실행할 것을 합의했다. 그리고 3윌 뒤에 미우라는 가와카미에게 출병 지휘권을 요구하고 그것을 외상으로 하여금 자신에게 통지할 것을 요청했다. 9월 21일, 가와카미는 이토 히로부미에게 외무대신 지휘하의 수비병을 미우라 고로와 협의하여 파견한다는 참명을 내릴 것이라고 알렸다. 이토로부터 사실을 접한 사이온지는 격노하였지만, 10월 2일에 일본 정부는 미우라 고로의 요청을 추인하고 있었다. 앞서 9월 28일 사이온지도 미우라 고로의 요청에 따라 이토에게 선처를 부탁한 문서를 발신하고, 대본영이 미리 조선의 병참사령관에게 훈령해야한다고 대본영 및 육군대신 오야마 이와오에게 요청했다.
10월 5일부로 대본영이 참명 325호를 남부병참감 다카이 게이기에게 명령하면서 미우라 고로는 특명전권공사임에도 불구하고 그의 지휘하에 있던 병참 수비대를 출병할 수 있는 권리를 얻었다. 구스노세 중좌가 가와카미에게 보낸 전신에 따르면 미우라는 이미 다카이 대좌, 전신제리 가와무라 중좌 그리고 구스노세 3명과 전신선 수비와 내지 경비에 대해 협의하고 있었다. 그는 왕실이 내각을 무시하고 궁중 정치를 행한다고 파악했다. 한편 가와카미의 요구대로 일본 보병 대대 및 헌병 250여 명의 배치를 결정했다. 전신선 수비를 명분으로 왕후 민씨를 시해하고 친일정권을 수립함으로써 전신 및 일본군 주둔 문제를 해결하고, 그 과정에서 타국의 군사 개입이 있을 경우 조선 정부의 의뢰를 빙자해서 수비대를 출병시키고자 했던 것이다. 10월 6일, 스기무라 후카시는 조희연, 권형진, 이두황 등을 만나 정변을 논의했고, 10월 7일 불온한 움직임을 감지한 왕실이 훈련대를 해산했다. 상황이 긴박해지자 10월 7일 오전, 우마야바라 가네모토(馬屋原 務本) 대대장은 오전에 광화문 앞 대대본부에서 비밀 회의를 여는 한편, 미야모토 다케타로(宮本竹太郞) 소위 및 훈련대 제2대대장 우범선과 공사관으로 갔다. 그 날 오후, 미우라는 작전을 3일 앞당겨 10월 8일에 실행할 것을 지시했다.
| “ | 겨우 침전에 이르러 왕비를 시해했다는 것을 말씀드립니다.(漸く奥御殿に達し、王妃を弑し申候) | ” |
|   | — 호리구치 구마이치                                                                       |   |

10월 8일 새벽, 일본 공사관 및 영사관원, 오카모토 류노스케(岡本柳之助), 아다치 겐조(安達謙造) 등 20여 명의 장사는 마포에 유폐 중인 흥선대원군을 옹립한 뒤 서대문으로 가는 과정에서 훈련대와 합류했다. 새벽 4시께 훈련대가 대포를 동원해 춘생문을 포위하고, 훈련대 및 경성수비대 일부가 광화문 앞에서 정렬했다. 한 시간 뒤 해뜰 무려에 이르러 경복궁의 춘생문, 광화문, 추성문 등에서 비로소 경복궁 침입의 준비가 갖추어졌다. 일본 영사관원들이 대궐에 침입하여 정문을 열자, 한국 훈련대 및 일본 경성수비대 그리고 장사 일당이 소리치며 입궐하여 경복궁의 후궁까지 진입했다. 결국 왕후 및 궁녀와 훈련대 대장 홍계훈, 궁내대신 이경직 등이 피살당했다. 당일 1등영사 우치다 사다쓰지(內田定槌)가 외무차관 하라 다카시에게 급보한 내용에 따르면, 왕후를 시해한 자는 일본 경성수비대 육군소위였다. 당시 미야모토 다케타로 소위는 자신의 소속인 3중대 대신 대대장 우마야바라 소좌에 부속하여 입궐했다. 훗날 마기 마사스케(馬来政輔)의 진술에 따르면, 건청궁 시해 당시 현장에는 미야모토 소위와 도라쿠마(牧虎熊) 특무조장이 있었다. 아울러 낭인 히라야마 이와히코(平山岩彦)의 자백에 따르면, 당시 이경직에게 총격을 가한 것도 소위였다. 당시 헌병사령관은 다른 자백들을 검토해볼 때 미야모토 소위가 가장 의심된다고 하였다. 주한 영국총영사 힐리어는 당시 왕궁에 있던 궁녀로부터 고종과 왕세자가 왕후 색출을 위해 들이닥친 일본인들 중 한 명이 “제복을 입은 장교”라고 말했다는 정보를 입수했다.
10월 9일 오후, 이토 히로부미의 자택에서 각 대신과 야마가타 대장, 이노우에 전 조선공사, 가와카미 중장, 고다마 및 야마모토 소장 등이 회동했다. 다음날, 사이온지가 천황에게 상주하였고, 이토는 하라 차관과 밀담했다. 9일 가와카미가 이토에게 보낸 서신에 따르면, 일본은 외무성 정무국장 고무라 쥬타로(小村壽 太郎) 외 2명, 사법성 검사정(檢事正) 안도 겐스케(安藤謙介) 외 3명, 해군성 이슈인 대좌 외 1명,  육군성 보병 중좌 다무라 이요조(田村怡與造)와 보병 소좌 하라다 기타로(原田輝太郎) 외 2명, 헌병 가게야마 대위 외 하사관 19명을 출장시켜 14일 오후 7시까지 인천에 도착하도록 했다.  왕후 시해 사건의 배후에 일본이 있다는 것이 국제사회에 폭로되자, 일본 정부의 외교정책은 뒤흔들렸다. 10월 17일, 일본 정부는 미우라 공사의 소환과 해임을 결행하고 고무라 주타로 정무국장을 그 대리로 임명했다. 10월 21일, 이토 히로부미는 조선 사변에 대한 대응책으로 불간섭 노선을 주장했다. 그는 일본의 장래 지위 보전을 위해 조선의 독립을 보장해야 한다고 보았다. 일본 정부는 나흘 뒤 전신 수비대의 철군, 조선에 대한 내정 불간섭을 천명했다. 구미 열강의 비난을 면하기 위해 종래의 조선 정책을 포기하게 된 것이다.

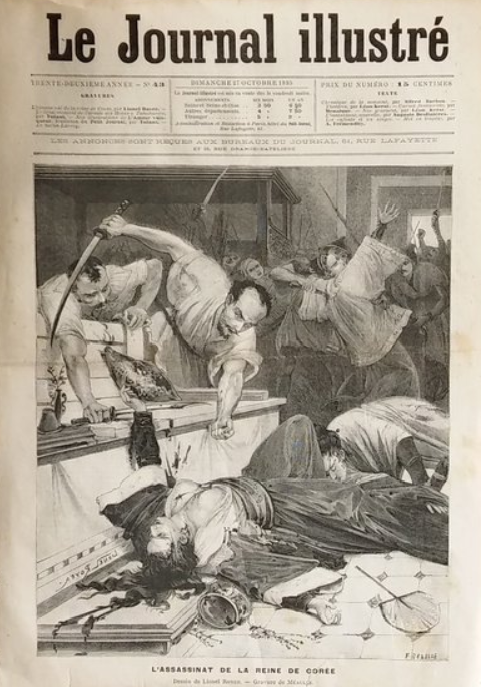
프랑스 주간지 『르 주르날 일뤼스트레』 표지기사 ‘조선 왕비 암살 사건(L'ASSASSINAT DE LA REINE DE CORÉE)’

김홍집 내각은 전 군부협판 이주회를 왕후 시해 사건의 총책, 훈련대 참위 윤석우를 시해의 장본인으로, 그리고 왕후 시해범을 자칭한 박선(朴銑)을 체포하고 1895년 12월 30일에 모두 처형했다. 1896년 1월 14일 군법회의 결과, 구스노세 중좌 이하의 시해 가담 일본 군인이 방면됐고, 1월 20일 히로시마 지방재판소는 미우라 고로, 스키무라 후카시, 호리구치 구마이치(堀口 九萬一), 오기와라 히데지로(荻原秀次郎), 오카모토 류노스케, 시바 시로(柴四朗) 등을 무죄로 판결하고 방면했다. 그런데, 미야모토와 마키는 참고인이었음에도 불구하고 심문 후 방면되지 않았다, 참모총장 고마쓰노미야 아키히토 친왕, 육군대신 오야마, 참모차장 가와카미, 육군차관 고다마 등 일본 수뇌부는 유독 미야모토와 마키의 동향에 민감하게 대응했다.
미우라를 비롯한 일본 공사관 및 영사관은 왕후 시해의 책임자로 대원군을 설정하였다. 우치다 영사는 왕후 시해 사견을 “역사상 고금을 통틀어 전례 없는 흉악”한 사건이라고 비판했지만 일본 관리와 군대의 개입을 은폐하였다. 미우라 공사를 중심으로 우치다 영사 등은 사건에 대해 대원군의 공모설을 입맞춤 했다. 천황은 미우라 고로가 방면되어 도쿄로 돌아오자 시종을 보내어 “할 때는 해야 한다”는 의견을 전달했는데, 이때 미우라 고로는 대원군을 이용하는 과정에서 밀약이 있었냐는 천황의 질문에 “대원군과는 약속이고 뭐고 아무 것도 없었다 … 그저 내가 말한대로 된 셈이며 약속이고 뭐고 없었다”고 답변했다. 이는 대원군이 4개 약조를 조건으로 왕후 시해를 원조했다는 오카모토와 스기무라 그리고 미우라가 진술이 거짓이라는 것을 보여준다. 흥선대원군과 김홍집·유길준·조희연·정병하 등 친일 내각 등은 왕후 시해에 가담하였지만, 어디까지나 실권을 잡고 왕후를 폐위하고자 한 것이었다.
단발하고 칼을 찬 수상한 사람[土田讓亮]이 앉아 밥상을 달라고 하니 가게 사람이 먼저 밥상을 주기에 마음이 분연(憤然)하여 살펴보니 일본인이었기에, 하늘 아래 같이 살 수 없는 원수라 여겨 그 일본인을 그 자리에서 발로 차 넘어뜨린 후 때려죽여 강물에 던졌으며 …— 김창수

한편, 11월 28일 조선 내부에서는 전 시종 최숭하 전 시위대 참령 이도철에 의한 춘생문 사건이 발각되는 등, 정동파와 친일 내각 간의 갈등이 심화되고 있었다. 12월 30일, 김홍집 내각은 왕후 시해 사건과 춘생문 사건 이후 정치적 위기를 타개하고자 무리하게 단발령을 공포하자 위정척사파를 중심으로 을미의병이 일어났다. 유인석을 중심으로 의병 투쟁이 전국화되자, 의병들은 친일 관찰사와 군수 나아가 일본 관리나 군인 그리고 상인에 대한 습격을 감행, 또한 전신선 및 전신주를 파괴하였다. 을미의병으로 인해 전국이 어수선하자, 이범진과 이완용 등 정동파는 주조선 러시아 공사 베베르와 제휴하여 러시아 해군의 호송을 받아 조정을 러시아 공사관으로 옮겼다. 1896년 2월, 이른바 아관파천이 단행되면서 김홍집 내각이 쿠데타로 무너지고 김홍집은 “죽음은 애초에 각오하였다”는 말과 함께 광화문에서 체포되어 경무청으로 호송되는 와중에 순검과 군중으로부터 살해당하고 그 시체는 훼손되었다. 어윤중과 정병하도 모두 살해당했으며, 유길준과 장박 그리고 조희연 등은 망명길에 올랐다. 새 친러 정권은 갑오개혁에 역행하는 수구적 성격이 동반되었다. 이러한 상황 속에서 조선 지배에 두고 러시아와의 관계 조정을 도모할 수밖에 없었다. 베베르-고무라 각서(1896. 5. 14)와 야마가타-로바노프 의정서(1896. 6. 9) 그리고 로젠-니시 협상(1898. 4. 25)은 모두 일본이 불리한 상태에서 합의된 것이었다. 이때 조선에서는 러일의 세력균형 또는 상호견제가 가시화되었다. 조선은 마치 러일 양국의 공동지배령(joint governance) 내지 공동보호령(joint protectorate)과 같은 상태였다.

### 한청통상조약

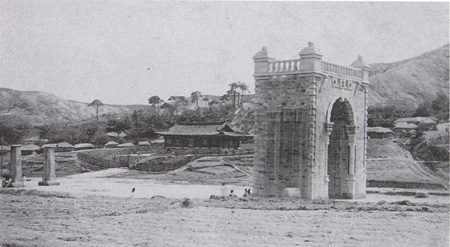
건립 초기의 독립문(오른쪽), 헐린 영은문 기초(왼쪽)과 독립관(가운데)

청일전쟁으로 인해 조청상민수륙무역장정이 파기되면서 조청 간 책봉체제는 와해되었다. 1894년 6월, 총리교섭통상사무 원세개와 그 대리 당소의 등 중국 관원들은 귀국했다. 그러나 청국은 주한 청상 4천여 명의 보호를 주한영국총영사에게 위임하는 것은 무리라고 보고 1895년 10월, 당소의를 총상동(總商董)으로 삼아 조선에 파견했다. 한편 1896년 정월, 길림장군 장순(長順)은 회인(懷仁)과 안동(安東) 일대의 조선인 유망과 월경 문제를 두고, 조선은 이제 ‘자주지국(自主之國)’이 되었으므로, 이제는 속방이 아니라 각국과 같이 통상교섭할 것을 주문했다. 아울러 그는 을미의병 당시 소요사태를 거론하며 이제 조선과의 외교에는 일본도 개입되어있다는 사실을 상기했다.
고종은 중문 번역관 박태영(朴台榮)을 당소의에게 보내어, 당소의를 통해 북경에 사절을 보내어 청국과 새로운 조약을 체결하고 싶다는 의사를 전달했다. 그러나 당소의는 현재 조선국왕이 러시아 공사관에 있는 이상, 독립국의 군주가 아니라고 지적하면서 독립국이 아닌데 사절을 파견하는 것은 공법에 어긋난다고 거절했다. 그러나 그는 조선이 베베르와 각국 사절의 권고에 따라 중국에 국서를 보내어 조약을 요청하면서 국제법적으로도 거절하기 어려우니 미리 대비할 것을 총리아문에 주문했다. 당소의는 6월 17일, 다시 한 번 조선이 시모노세기조약으로 ‘자주지국’이 되었기 때문에 서양의 통례에 따라 자국 관원이나 베베르를 통해 조약 체결을 문의하면 거절할 수 없다고 주장했다. 그는 조선은 본디 ‘번속(藩屬)’으로, 서양 각국과 같은 평행지국(平行之國)이 아니기 때문에 통상장정을 체결하고 영사를 설치하되, 조약과 상주 사절 그리고 국서 교환을 불가한다는 방침을 정했다. 총영사를 주재시켜 상주 사절의 역할을 맡김으로써 속국(屬國)의 본분을 유지하겠다는 의지였다.
이홍장도 영국과 프랑스 그리고 독일이 조선에 총영사를 주재시키고 있으므로 총리아문의 방침을 지지했다. 이에 따라 당소의는 6월 28일, 조선의 외무독판 조병직과 회담에서 시모노세키 조약에 따라 조청상민수륙무역장정이 폐기되어 조선이 ‘자주지국’이 된 것은 맞지만 조약을 체결하여 국교를 수립하는 건 ‘평행지국’이 되는 것을 의미한다며 난색을 표했다. 조병직 또한 조선이 본래 번속이었지만, 시모노세키 조약으로 ‘자주’가 선언되었으므로 조약 체결을 거부하는 것은 조선의 ‘자주’를 부정하는 것이라는 미묘한 논리를 전개했다.

당소의는 10월 1일께, 조선이 오랜 ‘번속’이지만 청일전쟁 이후 고종이 ‘자주지방(自主之邦)’을 자칭하고 있는데, 국면이 달라져도 조선은 중국의 오랜 ‘번복(藩服)’이므로 영국과 독일의 전례에 따라 총영사를 파견해서 타국의 간섭과 조선의 견사(遣使)를 막을 수 있다고 전망했다. 10월 16일, 총리아문은 조선의 견사를 방지하고 통상장정과 체결하여 중국인의 통상권익을 보호하기 위해 당소의를 총영사로 파견할 것을 광서제로부터 비준받았다. 고종은 그해 11월에 독자적으로 조약안을 마련하고, 다음달에 곧바로 성기운(成岐運)을 북경으로 보내어 청국과 수교 협상을 실행하고자 했다. 그러나 이때 당소의의 직책이 총영사로 교체되자, 고종은 성기운의 차견을 보류했다. 그러나 고종의 기대와 달리 당소의는 청 정부의 방침대로 자신은 통상장정과 청상 보호의 책무만 맡았을 뿐, 조선이 ‘평행자주(平行自主)’의 조약 체결을 위해 북경에 사절을 파견하면 절대로 응대하지 않을 것이라고 경고했다. 이에 고종은 5월 5일, 조선을 방문한 주청영국공사에게 수교 추진 내용을 총리아문에게 전달해줄 것을 요청했다. 그러나 같은 날, 당소의는 조선 관원들이 양국의 미수교 상태를 불평하는 데 대해 “사치스러운 생각”이라고 비난했다.
한편 고종의 경운궁으로 환궁한 이후 전직 관료들과 유생들을 중심으로 황제로 즉위해서 자강, 자주, 독립을 이루어야 한다는 상소가 빗발쳤다. 그것은 군주의 위상을. 격상해 중국으로부터 자주독립했음을 명확하게 보여주어야 한다는 여론이었다. 고종은 여론이 성공적으로 형성되자, 1897년 8월에 ‘광무(光武)’ 연호를 반포하고, 9월에는 황제즉위식을 위한 환구단 축조를 시작했다. 그리고 10월 1일에는 문무백관이 대궐 뜰에서 칭제의 논의를 수용할 것을 요청함으로써 이틀 뒤 고종의 재가가 내려졌다. 당소의는 조선의 이러한 내부 동향을 두고 5월에는 망령되다고, 9월에는 “참람하게 황제의 칭호를 더한다”고 공공연하게 비난했다. 그는 아예 아프리카와 남미의 야만 국가의 부족들도 자신을 왕중왕 혹은 황제를 참칭하지만 실제로 강대하지는 못하다고 비아냥댔다. 하지만 고종은 더욱 박차를 가해 1898년 2월에는 주한러시아공사를 통해, 4월에는 주중일본공사를 통해 한중관계의 정상화를 위해 북경에 사절 파견을 원한다는 의사를 전달했다.
“속국지례(屬國之體)를 다시 존류(存留)”해야한다고 본 공친왕 혁흔이 5월 말 죽었다. 광서제는 황지를 내려, 조선과의 수교조약에 앞서 먼저 사절을 파견하는 방침을 명령했다. 그는 국서 전달을 비롯해 서양의 통례에 맞추어 조선과의 관계 정상화를 기도했다. 그해 4월, 한국은 2등 사절을 북경에 보내어 조약 체결을 원한다는 의견을 전달했는데, 당소의는 응당 중국이 한국에 먼저 사신을 파견해야만 교섭의 주도권을 잡을 수 있다고 건의했다. 그러나 총리아문은 당소의에게, 한국 측이 원한다면 4등 사절을 파견하되, 국서의 접수는 광서제의 알현 대신 총리아문이 교부받는다는 방침을 전달하고 교섭을 지시했다. 그러나 6월 11일과 17일, 당소의는 다시 총리아문에 전보를 쳐서 미국이 독립하자 영국이 먼저 사신을 파견하여 조약을 체결하였고, 남미제국이 독립하자 스페인이 먼저 사신을 파견하였으므로, 중국이 이전과 같이 ‘대국(大國)’으로서 번속을 대하는 뜻을 보여주어야 한다고 주장했다. 광서제는 양자의 견해를 모두 승인하는 한편, 황제의 알현까지도 모두 허가했다. 그러나 광서제는 6월 20일에 성지를 번복하여 중국이 먼저 사절을 보내고 국서를 전달할 것을 지시했다.
1898년 6월 24일, 광서제는 장형가(張馨嘉)를 주찰조선국4등공사(駐紮朝鮮國四等公使)로 임명했으나 그는 노모 부양을 이유로 부임하지 못했다. 광서제는 6월 26일에 재차 서수붕(徐壽朋)을 주찰조선국흠차대신으로 삼아 한국에 파견했다. 전권 없는 흠차대신은 2등공사에 해당하는 것으로 한성 주재 사절들이 3~4등 공사라는 관례대로면 수석 공사가 되는 것이었다. 주한러시아공사는 이것을 문제 삼았으며, 에 대해 주한 각국 외교사절이 관심을 보였다. 한국 총세무사 브라운(J. Mcleavy Brown)은 조약 체결에 앞서 ‘주찰’의 두 글자를 사용하는 것은 여전히 위계관계를 설정하고 있는 것이 아니냐고 의문을 제기했다. 주한독일총영사도 ‘조선’이 아니라 새로운 국호로 고쳐야 한다고 지적했다. 한편, 고종은 8월 15일에 심상훈(沈相薰)을 특명전권대신으로 삼아 청국에 파견할 준비를 끝냈고, 광서제는 9월 1일에 성지를 내려 서수붕을 전권대신으로 임명해 대한제국 외부(外部)에 파견하여 통상조약을 의논했다. 파견하여 통상조약을 의논하도록 명하였다. 11월 13일에 대청국 황제는 대한국 황제에게 국서를 보냈으며, 다음해 9월에 한청통상조약이 공식적으로 체결되었다.
한청통상조약은 러시아의 남진을 저지하기 위해 북경 지근거리의 대한제국과 제휴하고자 한 광서제의 의향과, 러시아 고문관 파면 및 사관 귀국 등으로 러시아와의 관계가 악화되고 러일 군대의 철수를 요구하는 움직임으로 인해 국제질서에서 새로운 방향을 모색해야했던 조선의 이해관계에 따라 체결될 수 있었다. 한중 양국은 이제 상호 평등한 관계에서 국제법과 한청수호통상조약을 근거해 각종 현안을 처리하기 시작하였다. 그러나 한청통상조약 교섭 과정에서 한국 내부 및 의정부에서 간도영토론에 주목하여 한국 측이 ‘파원감계(派員勘界)’ 조항을 삽입할 것을, 중국 측은 ‘월간엄금(越墾嚴禁)’을 삽입할 것을 제안했다. 양국은 ‘월간민 안업(安業)’이라는 당초 한국 외부의 초안대로 타협했으나, 이는 이범윤의 파견을 두고 제12조의 해석을 둘러싼 분쟁의 원인을 제공했다. 이범윤은 해당 조항을 빌미로 사호봉적(査戶封籍)과 수세업무를 정당화했다. 그는 종성에 머물면서 사포대(射砲隊)를 조직하고, 북간도 등지에 영관(營所)을 설치했다. 사포대는 청국이 임명한 향장(鄕長)을 추포하고 간도가 한국령임을 선언했다. 많은 가구가 중국 비적과 한인 사병에 의해 이중 피해를 입었다. 변경 지역의 혼란은 1904년 여름, 지방 차원에서 한국의 독립 이후 두만강 국경에 관한 최초의 성문 협정인 변계선후장정(邊界善後章程)을 체결해, 이범윤의 철퇴와 두만강 국경의 현상 유지 등을 합의한 뒤에야 진정되었다.

## 같이 보기
- 독립문
- 동학 농민 운동
- 청일전쟁
- 삼국 간섭
- 을미사변